# Riddim band
Riddim band – w muzyce reggae, zespół instrumentalny wspierający wokalistów podczas koncertów i innych występów na żywo, poprzez wykonywanie zaplanowanej struktury rytmiczno-melodycznej. 
Muzycy takiej grupy (jako całość) nie tworzą przeważnie własnych kompozycji, ponieważ z założenia ich rola sprowadza się do odtwarzania określonych standardów gatunku – riddimów. Większość czołowych wokalistów sceny reggae posiada własne riddim bandy, z którymi wspólnie wyrusza w trasy koncertowe jako "XXX & YYY Band" (np. Burning Spear & The Young Lions Band, Don Carlos & The Dub Vision Band, Sizzla & The Fire House Crew itp.). 
Istnieją także riddim bandy niepowiązane z żadnym konkretnym wykonawcą, angażowane w razie potrzeby przez organizatorów festiwali lub solistów nieposiadających własnego bandu. Na tej zasadzie działają najbardziej znane polskie riddim bandy: Riddimzz Team, Tumbao Riddim Band, D'Roots Brothers, Rabadabuka Riddim Band. Spośród polskich wokalistów własną grupą instrumentalną pochwalić się mogą m.in. Mesajah, Junior Stress oraz Ras Luta.